# Studies in Mycology
Studies in Mycolgy is een internationaal mycologisch tijdschrift van het  Westerdijk Fungal Biodiversity Institute. Het tijdschrift verschijnt sinds 1972.  De uitvoerend redacteur is Robert Samson. Andere redactieleden zijn Pedro Crous en Amy Rossman. 
Het tijdschrift publiceert monografische verhandelingen over filamenteuze schimmels en gisten. Bij gelegenheid bericht het tijdschrift ook  over proceedings van speciale bijeenkomsten die zijn gerelateerd aan alle aspecten van de mycologie, zoals biotechnologie, ecologie, moleculaire biologie, pathologie en systematiek. 
Edities zijn vanaf 2005 open access (vrij in te zien op het internet). Het tijdschrift wordt tevens in papieren vorm uitgegeven. In literatuurverwijzingen wordt wel de standaardaanduiding 'Stud. Mycol.' gebruikt. 